# بيلي روجرز
بيلي روجرز (بالإنجليزية: Billy Rogers)‏ هو لاعب دوري الرغبي أسترالي، ولد في 29 مارس 1989 في غمبيا في أستراليا.